# Уийлър (окръг, Тексас)
Окръг Уийлър (на английски: Wheeler County) е окръг в щата Тексас, Съединени американски щати. Площта му е 2370 km², а населението - 5284 души (2000). Административен център е град Уийлър.